# Baccharis pampeana
Baccharis pampeana là một loài thực vật có hoa trong họ Cúc. Loài này được A.S. Oliveira, Deble & Marchiori mô tả khoa học đầu tiên năm 2006.